# Vila Vila (Oruro)
Vila Vila is een plaats in het departement Oruro, Bolivia. Het is naar aantal inwoners de vierde grootste plaats van de gemeente Caracollo, gelegen in de Cercado provincie.

## Bevolking
| Jaar | Populatie |
| ---- | --------- |
| 1992 | 186       |
| 2001 | 477       |
| 2012 | 464       |